# チマルポポカ
チマルポポカ（ナワ語群: Chīmalpopōca [t͡ʃiːmaɬpoˈpoːka] ( 音声ファイル)、1397年?-1427年）はメシカの都市国家であるテノチティトランの第3代トラトアニ（統治者）（在位1417年-1427年）。名前は「煙を吐く(popoca)楯(chimalli)」を意味する。

## 生涯
チマルポポカはテノチティトランの第2代トラトアニであるウィツィリウィトルと、テパネカの都市国家アスカポツァルコのトラトアニであるテソソモクの娘アヤウシワトルの間に生まれた。
当時のテノチティトランはアスカポツァルコに従属していた。テソソモクは強大な統治者であり、父の没後チマルポポカがトラトアニを継承できたのはテソソモクの孫であったことが大きかった。父の時代から引き続いてチマルポポカの時代にもテノチティトランは発展することができ、建物はアドベではなく石で造られるようになった。
チマルポポカが行ったもっとも注目すべき事業に、湖の外のチャプルテペクから島まで飲料水を運ぶ水道の建設があげられる。その一方、戦争の方面に関してははかばかしい成果がなかった。
1426年にテソソモクが死ぬと、彼の2人の息子であるタヤウ（タヤツィン）とマシュトラの間に継承争いが起きた。チマルポポカはこの争いに介入してタヤウを擁立するが、マシュトラ側が勝利し、チマルポポカはマシュトラ勢力によって1427年に殺された。トラトアニの位は叔父（ウィツィリウィトルの弟）であるイツコアトルが継承した。
チマルポポカには何人かの妻と子があったことが伝わっているが、腹違いの弟であるモクテスマ1世が第5代のトラトアニに即位した後、チマルポポカの子孫が王位につくことはなかった。